# 16.º Batalhão Logístico
O 16.º Batalhão Logístico, ou  16.º B Log é uma unidade do Exército Brasileiro, localizada em Brasília, no Distrito Federal. É subordinado à 3.ª Brigada de Infantaria Motorizada.
Foi criado em 25 de abril de 1960, como  o 4.º Pelotão de Manutenção e Apoio (4.º Pel Mnt Ap), organização de manutenção embrionária, na área do Planalto Central. Em 11 de dezembro de 1962, o 4.º Pel Mnt Ap passou a denominar-se 4.º Pelotão de Apoio de Material Bélico (4.º PelApMB), como conseqüência da criação do Quadro de Material Bélico. Em 31 de agosto de 1965, o 4.º PelApMB recebeu os encargos de depósito regional, abraçando assim, missões importantes e de grande responsabilidade, além daquelas que já desempenhava. Com a ampliação do número de unidades e a conseqüente necessidade de se prestar um apoio mais eficaz, o 4.º Pelotão é transformado na 131.ª Companhia de Apoio de Material Bélico (131.ª CiaApMB), em 28 de dezembro de 1967.
Finalmente, em 07 de novembro de 1973, a 131.ª CiaApMB foi transformada no 16.º Batalhão Logístico (16.º BLog), com a missão de apoiar todas as unidades do Distrito Federal. Seu mote, conforme está contido em sua canção é: "Viver para servir".
Desde 2000 porta a insígnia da Ordem do Mérito Militar, concedida pelo presidente Fernando Henrique Cardoso.
Em 2010, o 16.º B Log realizou a restauração de um veículo Ford Galaxie que havia pertencido ao ex-presidente Juscelino Kubitschek, a pedidos de sua filha. Anteriormente já havia sido restaurado no mesmo local um outro veículo Mercedes-Benz também do ex-presidente.
Em 2011, através do 16.º B Log, o exército brasileiro firmou uma parceria com o SENAI-DF com o objetivo de capacitar militares em várias áreas profissionais para a prestação de serviços através do contingente brasileiro na Força de Paz da ONU em ação no Haiti (Minustah).